# Eragrostis barbulata
Eragrostis barbulata är en gräsart som beskrevs av Otto Stapf. Eragrostis barbulata ingår i släktet kärleksgrässläktet, och familjen gräs. Inga underarter finns listade i Catalogue of Life.